# San Lorenzo (metrostation)
San Lorenzo is een metrostation in het stadsdeel Hortaleza van de Spaanse hoofdstad Madrid. Het station werd geopend op 15 december 1998 en wordt bediend door lijn 4 van de metro van Madrid.